# Prealpi Slovene
Le Prealpi Slovene (in sloveno Slovenske Predalpe) sono una sezione delle Alpi. Secondo la classificazione SOIUSA, appartengono al settore delle Alpi Sud-orientali. Si trovano in Slovenia e, in minima parte, in Austria (Stiria). La vetta più alta è il Porezen (1630 m).

## Classificazione

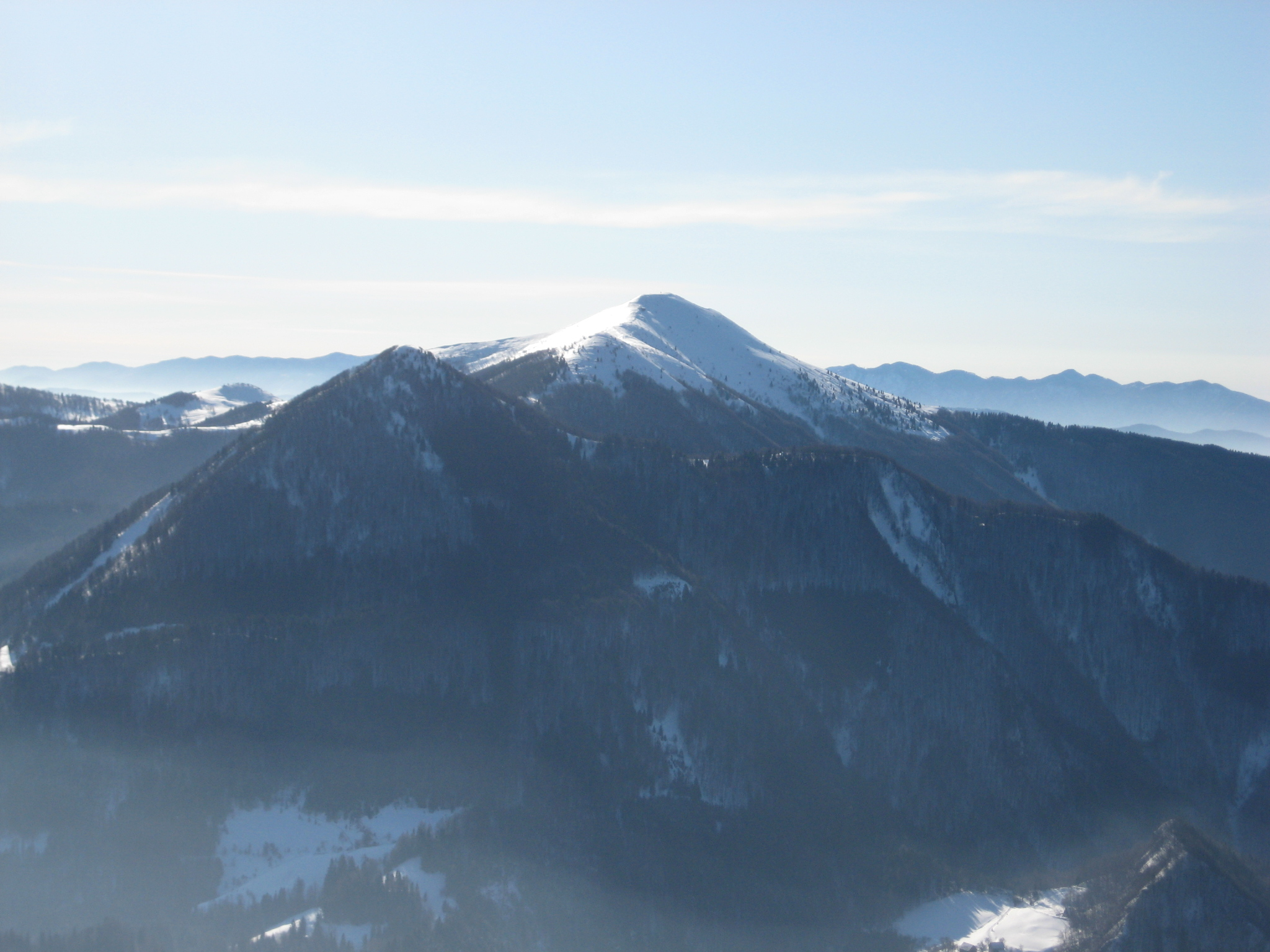
Il monte Porezen

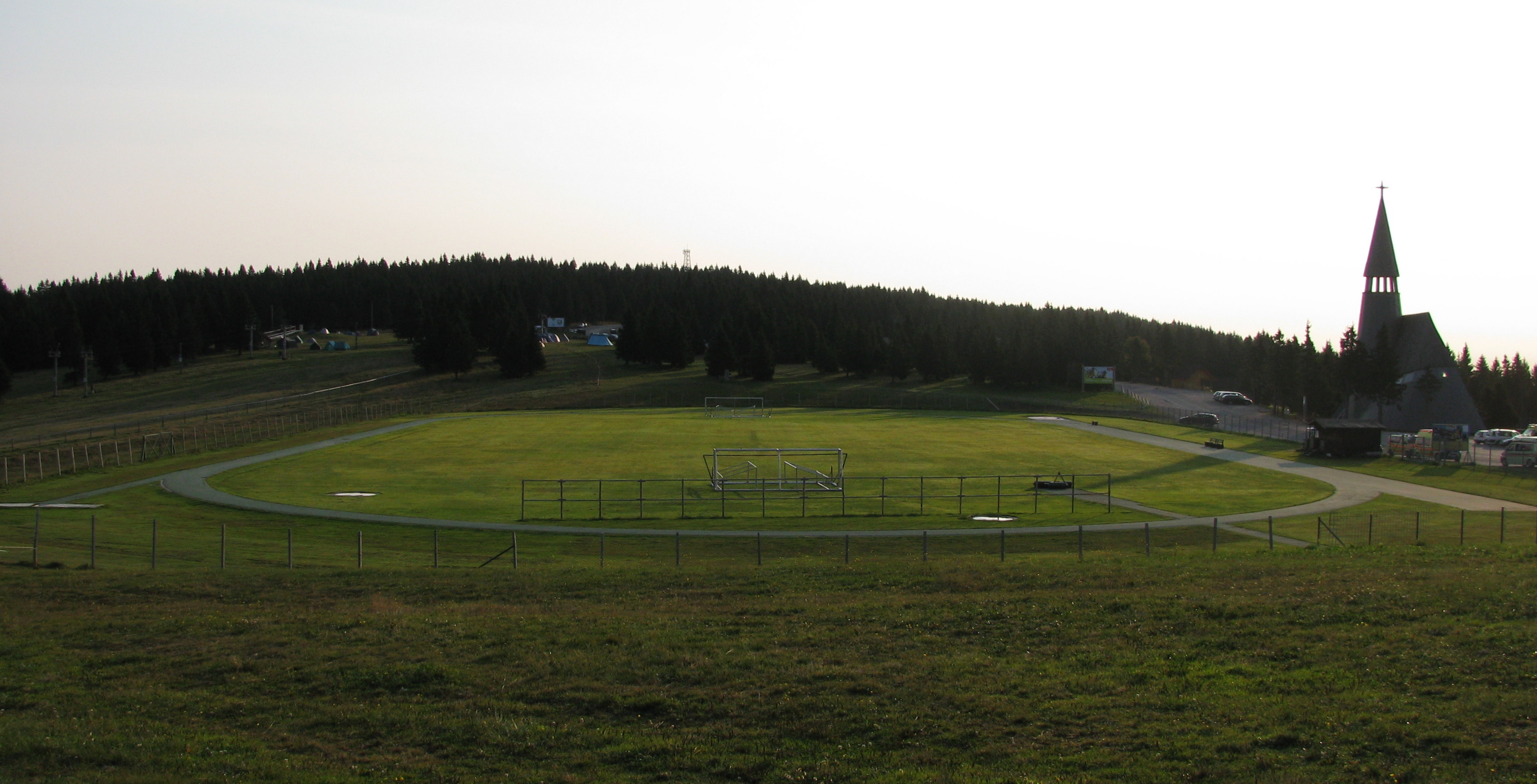
Rogla

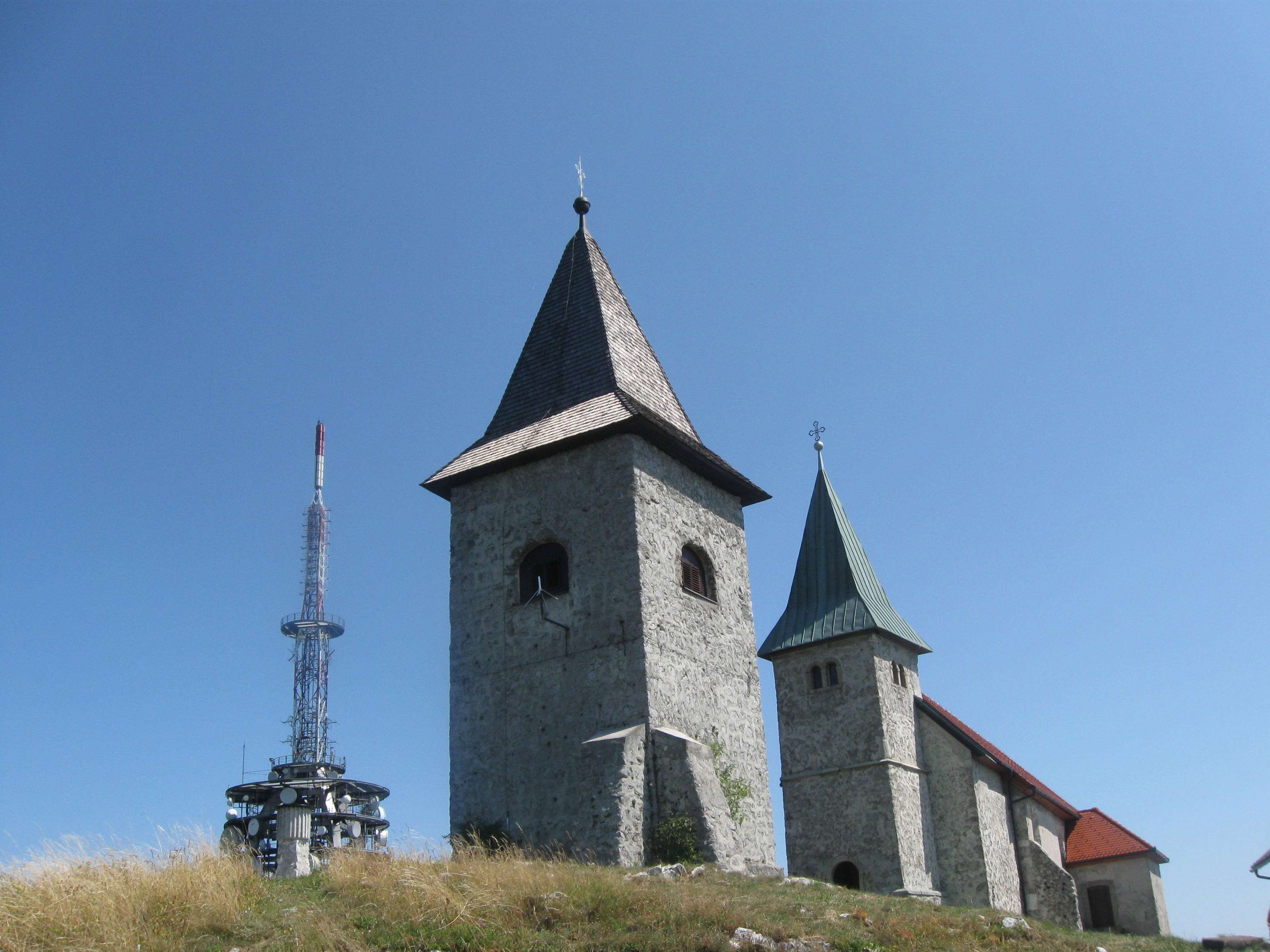
Monte Kum

Secondo la Partizione delle Alpi le aree geografiche qui descritte erano considerate al di fuori del sistema alpino oppure inglobate in altre sezioni. Secondo la letteratura slovena più recente queste aree devono invece essere considerate come settori prealpini. Le più moderne classificazioni alpine, compresa la SOIUSA, istituiscono una sezione delle Prealpi Slovene

## Suddivisione
Si possono suddividere in tre sottosezioni e quattro supergruppi:
- Prealpi Slovene occidentali (in sloveno  Zahodne Slovenske Predalpe) 
  - Catena Škofjeloško-Cerkljansko-Polhograjsko-Rovtarsko
- Prealpi Slovene orientali (in sloveno Vzhodne Slovenske Predalpe) 
  - Monti di Posavje
- Prealpi Slovene nord-orientali (in sloveno Severovzhodne Slovenske Predalpe) 
  - Strojna e Pohorje
  - Monti di Vitanje e Konjice

Le Prealpi Slovene occidentali sono collocate tra le Alpi Giulie e la città di Lubiana. Le Prealpi Slovene orientali sono ad est di Lubiana. Infine le Prealpi Slovene nord-orientali sono tra le Alpi di Carinzia e di Slovenia e la città di Maribor.

## Monti
I monti principali delle Prealpi Slovene sono:
- Porezen - 1.630 m
- Črni Vrh - 1.543 m
- Velika Kopa - 1.542 m
- Jezerski vrh - 1.537 m
- Mali Crni vrh - 1.533 m
- Mulejev vrh - 1.533 m
- Mala Kopa - 1.524 m
- Rogla - 1.517 m
- Žigartov vrh - 1.346 m
- Kum - 1.220 m
- Stari Vrh - 1.217 m